# Atrescine
Atrescine (estilizado como A3CINE) es un canal de televisión por suscripción latinoamericano de origen español. Fue lanzado al aire el 2 de marzo de 2018 y su programación consiste en la emisión de películas de producción española. El canal transmite películas españolas a partir de un acuerdo entre Atresmedia y Video Mercury Films, una de las grandes distribuidoras de cine español en el exterior.